# Big Foot
Big Foot (ビッグフット, Pé Grande) é o quarto single da banda de j-rock japonês Nico Touches the Walls de seu segundo álbum de estúdio, Aurora.
O single foi o início da "era Aurora", e é o maior single da banda até à data, contendo sete faixas (uma raridade para um single). A música principal é um hardcore que representa o álbum muito bem enquanto o lado B, "Tomato", tem sua maior duração e é descrito como uma música agradável e sentimental, que também faz parte do álbum de 2009 Aurora.
"Big Foot" também contém cinco faixas ao vivo de seus sucessos anteriores, todos realizados durante o último show de sua turnê chamada "TOUR 2008 Bon voyage, Etranger (Turnê 2008 - Boa viagem, Estrangeiro)".

## Posição
O single foi lançado em 13 de maio de 2009 e alcançou a posição de número 24 no ranking da Oricon no Japão.

## Faixas
1. Bigfoot
2. Tomato
3. (My Sweet) Eden (ao vivo)
4. B.C.G. (ao vivo)
5. Kumo Sora no Akuma (ao vivo)
6. Broken Youth (ao vivo)
7. Etranger (ao vivo)